# Диэтилсульфат
Диэти́лсульфа́т (диэтиловый эфир серной кислоты) — органическое соединение, сложный эфир серной кислоты и этилового спирта с химической формулой (C2H5)2SO4. Применяется в органическом синтезе для этилирования — введения этильной группы в органические соединения.

## Свойства
Жидкость с температурой плавления −26 °C. Кипит при температуре 210 °C (760 мм рт. ст.), 96 °C (15 мм рт. ст.). Имеет молярную массу 154,19 г/моль, относительную плотность {\displaystyle d_{4}^{15}} = 1,1842, показатель преломления {\displaystyle n_{D}^{15}} = 1,4025. Практически нерастворим в воде, растворим в этиловом спирте, смешивается с диэтиловым эфиром в любой пропорции, ограниченно растворяется в углеводородах.
Хотя соединение и нерастворимо в воде, при добавлении его в тёплую воду происходит быстрый гидролиз. Похожим образом реагирует и в этиловом спирте — при нагревании спиртового раствора диэтилсульфата последний превращается в этилсерную кислоту и диэтиловый эфир.
При перегонке всегда частично разлагается, что обусловлено незначительными примесями серной кислоты, особенно если перегонка осуществляется при атмосферном давлении.

## Получение
Получают при насыщении моногидрата серной кислоты этиленом под давлением в 10 атм.
С очень хорошими выходами диэтилсульфат образуется при взаимодействии хлорсульфоновой кислоты с диэтиловым эфиром. Реакция взаимодействия идет по уравнению:
{\displaystyle {\ce {(C2H5)2O + SO2(OH)Cl -> SO4(C2H5)2 + HCl}}}.
Процесс идёт в две стадии. На первой стадии, которую проводят при температуре не выше −4 °C, образуется неустойчивый промежуточный продукт; длительность данной стадии составляет время медленного добавления хлорсульфоновой кислоты по каплям и дополнительных полчаса до завершения реакции. После этого, на второй стадии реактор со смесью начинают нагревать, в результате чего начинается разрушение промежуточного продукта с образованием диэтилсульфата и активным выделением хлороводорода из реакционной массы. После завершения диэтилсульфат извлекают бензолом, промывают водой, обезвоживают и отгоняют бензол. Окончательная стадия очистки — вакуумная перегонка при остаточном давлении 5—10 мм рт. ст. При аккуратном выполнении синтеза итоговый выход составляет 90—95 %.
Также может быть получен при действии олеума на этиловый спирт. Вместо олеума может применяться смесь серной кислоты с пятиокисью фосфора, либо серный ангидрид. Выходы данного способа относительно низкие.

## Применение
Применяется для введения этильной группы в амино-, имино-, карбокси-, меркапто- и гидроксигруппы. Реакцию проводят в присутствии щелочей или карбонатов. При относительно мягких условиях (50—60 °C) реагирует только одна этильная группа, для введения обеих требуется повышать температуру реакции до 150 °C.

## Безопасность
Канцерогенен для животных, вероятно канцерогенен для человека. Сильно раздражает кожу. Генотоксичен, сильный алкилирующий ДНК реагент прямого действия.